# 鹵獲
鹵獲（ろかく、英：booty）は、敵対者が戦地などで相手方の装備する兵器などを奪うこと。なお、bootyには戦利品という意味もある。
戦時国際法上、陸戦法規には「鹵獲」、海戦法規には「捕獲」の概念があるが、意味の広狭など両者には差異がある（陸上私有財産非没収の原則など）。なお、船舶及びその貨物については戦利艦、海上捕獲法の項目を参照。

## 兵器の鹵獲
古代中国大陸では春秋戦国時代、三国時代などの戦時で度々行われた行為であり、戦国時代の日本ではたびたびこの行為が戦の度に行われていた。
主な目的として、自身の装備品より良い武器を奪うためや、それらを売り払って金銭にするため、あるいはリバースエンジニアリング等の敵情調査目的などがある。
鹵獲は降伏した敵軍から武装解除の際に取り上げたり、敵軍が撤退あるいは敗走時に遺棄・放棄した兵器や物資を手に入れる場合が多い。しかし、武具鹵獲の機会は戦地に限らず、漂泊船の調査においても可能である（『吾妻鏡』の13世紀の記述として、高麗人の船が日本に着いた際、弓や具足などを調査・記録させている）。
鹵獲した兵器はそのまま自軍の兵器として転用したり、調査分析を行って自軍の兵器の改良や開発の参考にすることがある。このため、近代以降の軍隊では何らかの理由で兵器を遺棄しなければならなくなった場合、その兵器そのものや兵器内に残置された機密情報の漏洩や敵軍の戦力として運用されることを防ぐために爆破や自沈などを行い破壊ないし使用不能にすることが一般的である。

### 鹵獲兵器の運用
鹵獲兵器をそのまま自軍の装備として転用したとしても、弾薬・爆弾・ミサイルなどの武装類や、エンジン・機器などの補修部品の規格が自軍と異なっていることが多く、消耗品の更新も難しいことから必ずしも有効な戦力として活用できるわけではない。この場合は稼働率の維持のために共食い整備を行わざるを得なくなった挙句に結局廃棄処分を余儀なくされることもあれば、武装・エンジン・機器などを自軍規格に適合するものに換装したり、別の用途に転用するための大改造を行うこともある。

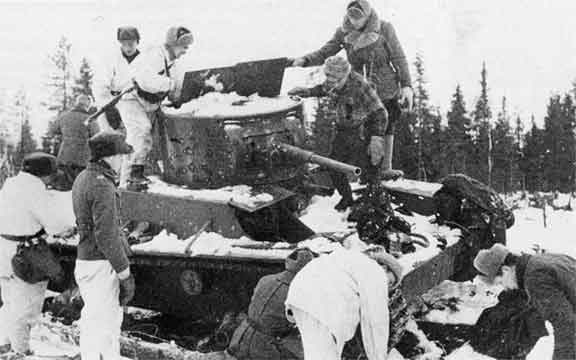
ソ連軍が遺棄したT-26を調査するフィンランド軍

第二次世界大戦期には大々的に鹵獲兵器が運用され、特に連合国軍と比較し生産力や兵站に劣る枢軸国軍では盛んに鹵獲行為が行われた。ドイツ軍は完全に準備が整わないうちに第二次大戦に突入し、兵器の生産が部隊規模の拡大と損耗補充に追い付かなかったため、鹵獲した各種兵器の有効活用に特に熱心であった。西方戦役において鹵獲されたフランス軍のオチキス H35やソミュア S35などの戦車は、一部ドイツ軍仕様の司令塔を装備し、二線級戦線に投入され、治安維持任務などに終戦まで使用された。また、独ソ戦以降は重装甲を誇るソ連赤軍の戦車に対抗する必要上、鹵獲したKV-1やT-34などをそのまま運用したり、鹵獲ソ連野砲や占領・併合したフランスやチェコの戦車の車体などを流用した対戦車自走砲を多種類製造した。その他、米・英軍の鹵獲車両も多数が運用されたが、友軍の誤射を防ぐため国籍マークを大きく多数描いているのが特徴となっている。

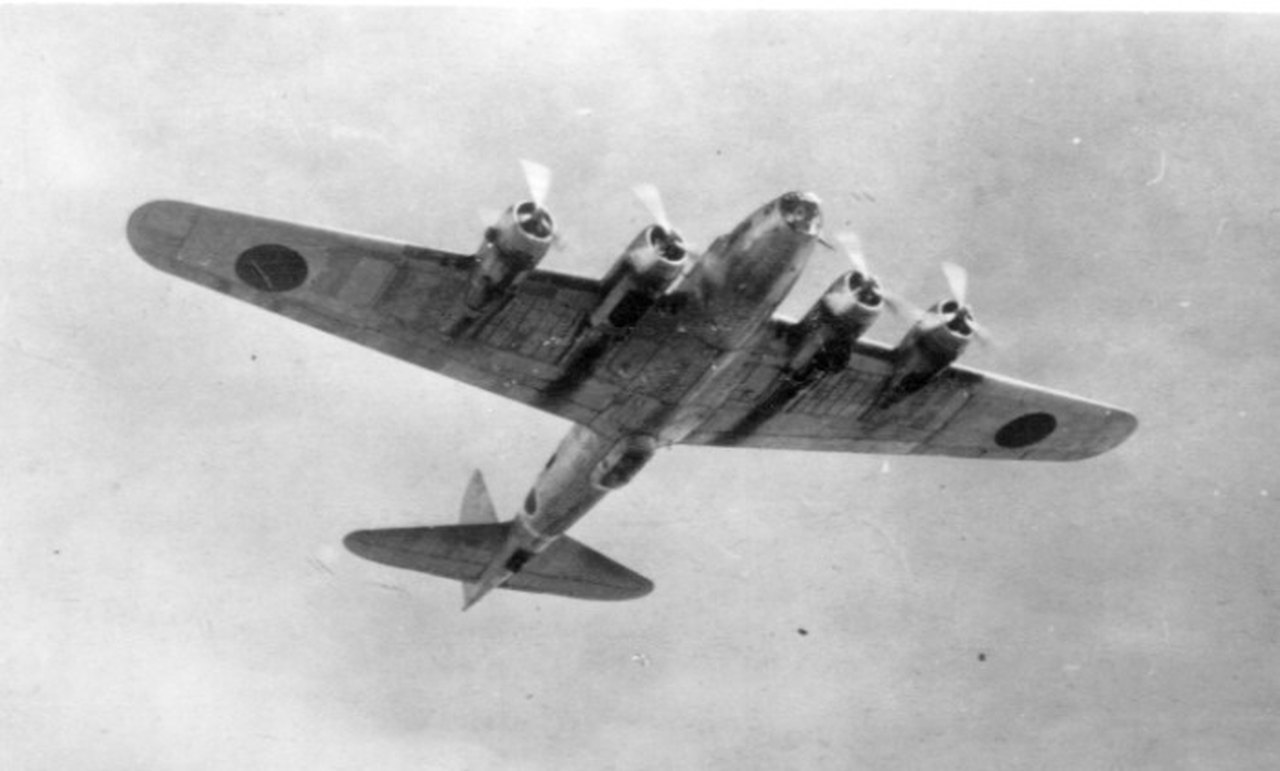
アメリカ陸軍航空軍が遺棄したB-17Cを日本軍が鹵獲し、日章（日の丸）の国籍マークを描き飛行中の姿

日本軍においても、日中戦争（支那事変）の頃から第一線では高性能のブルーノ ZB26軽機関銃やマウザー C96自動式拳銃を鹵獲・接収し大規模に運用しており、太平洋戦争（大東亜戦争）では、特にアメリカ軍の自動小銃であるM1ガーランドやM1カービンは積極的に鹵獲運用されていた。組織的な運用としては、空挺部隊である陸軍第1挺進団に対し、シンガポールの戦いで鹵獲されたトンプソン機関短銃がパレンバン空挺作戦後に600挺が供給されている。また、日本軍において鹵獲航空機（主な戦闘機・爆撃機はホーカー ハリケーン・ブルースター バッファロー・カーチス P-40（トマホーク）・ノースアメリカン P-51・ボーイング B-17・ロッキード ハドソンなど）は、ドイツなどからの輸入機ともども、陸軍航空審査部（旧・飛行実験部実験隊）が主に調査研究の目的で運用していた。
また、緒戦の南方作戦で鹵獲したハリケーン・バッファロー・P-40・B-17などは羽田飛行場で戦意高揚のための展示会で一般公開されたほか、B-17は1942年公開の映画『翼の凱歌』にて、バッファロー・P-40・ハドソンは、1943年公開の映画『愛機南へ飛ぶ』、1944年公開の映画『加藤隼戦闘隊』において、ともに一式戦闘機 隼などと対峙する敵機役として大々的に「出演」させている。戦地における鹵獲機装備の実戦部隊としては、P-40のみによる飛行隊がビルマ戦線で編成され爆撃機迎撃用に投入されたものの、同士撃ちや消耗部品の供給の問題があったため短期間で解散している。
第二次大戦後の冷戦下で対立する陣営は大抵、アメリカ（西側諸国）とソ連（東側諸国）の軍事支援により兵器を潤沢に供給されることが多いため、敵軍に偽装して敵地に潜入する特殊作戦以外で鹵獲兵器を軍の制式兵器として大々的に使用する例はほとんどないが、例外的にイスラエル軍は周辺を敵性国家に囲まれており、欧米諸国からの武器供給も決して安定しているわけではないため、鹵獲兵器（主に東側製）を有効活用するための改造を自国が導入した旧式兵器（主に西側製）の近代化改修同様に重視しており（T-54/55を改修したチランやアチザリットなど）、そこで蓄積されたノウハウを活用した外国の兵器の近代化改修を請け負っている。また数度にわたる中東戦争で鹵獲したソ連製の戦闘機や戦車を、開発研究を行うアメリカ軍に引き渡している。
ただし、ベトナム戦争後のインドシナ半島では、統一ベトナムが旧南ベトナムが保有した米国製装備を中越戦争やベトナム・カンボジア戦争で活用している（これに対し、カンボジアではクメール・ルージュがロン・ノル政権以前の米国製装備を「反革命的」としてことごとく破壊したといわれている）。
2014年、ISILがイラクへ侵攻し、モースルでイラク治安部隊と交戦した際には、士気が低かったイラク側が武器を放棄して撤退。アメリカが供給したハンヴィーだけでも2,300台がISIL側に渡り、混乱が長引く要因の一つとなった。
2021年、アフガニスタンからアメリカ軍の撤退が開始されるとターリバーンの反攻（2021年ターリバーン攻勢 参照）が本格化。士気が低下していた政府軍が次々と投降して、アメリカが供与した小火器、ハンヴィーなどの車両ほかUH-60 ブラックホークまでもが鹵獲されることとなった。
2022年のロシアによるウクライナ侵攻ではウクライナ軍の反転攻勢によりロシア軍が退却した際、多数の装備品が放棄され、ウクライナ軍に鹵獲された。その中にはT-90Aなどの最新型も含まれている。ウクライナ軍の装備はロシア軍と同様に旧ソ連製のものが基本であるため、操作の習得は容易であるうえに部品や弾薬の互換性も高く、動かないものもスペアパーツとして利用できる。一方でロシア軍もウクライナ軍から戦車や艦艇(ギュルザ-M型砲艇など)を鹵獲している。

### 主な鹵獲例

#### そのまま自軍の兵器として転用

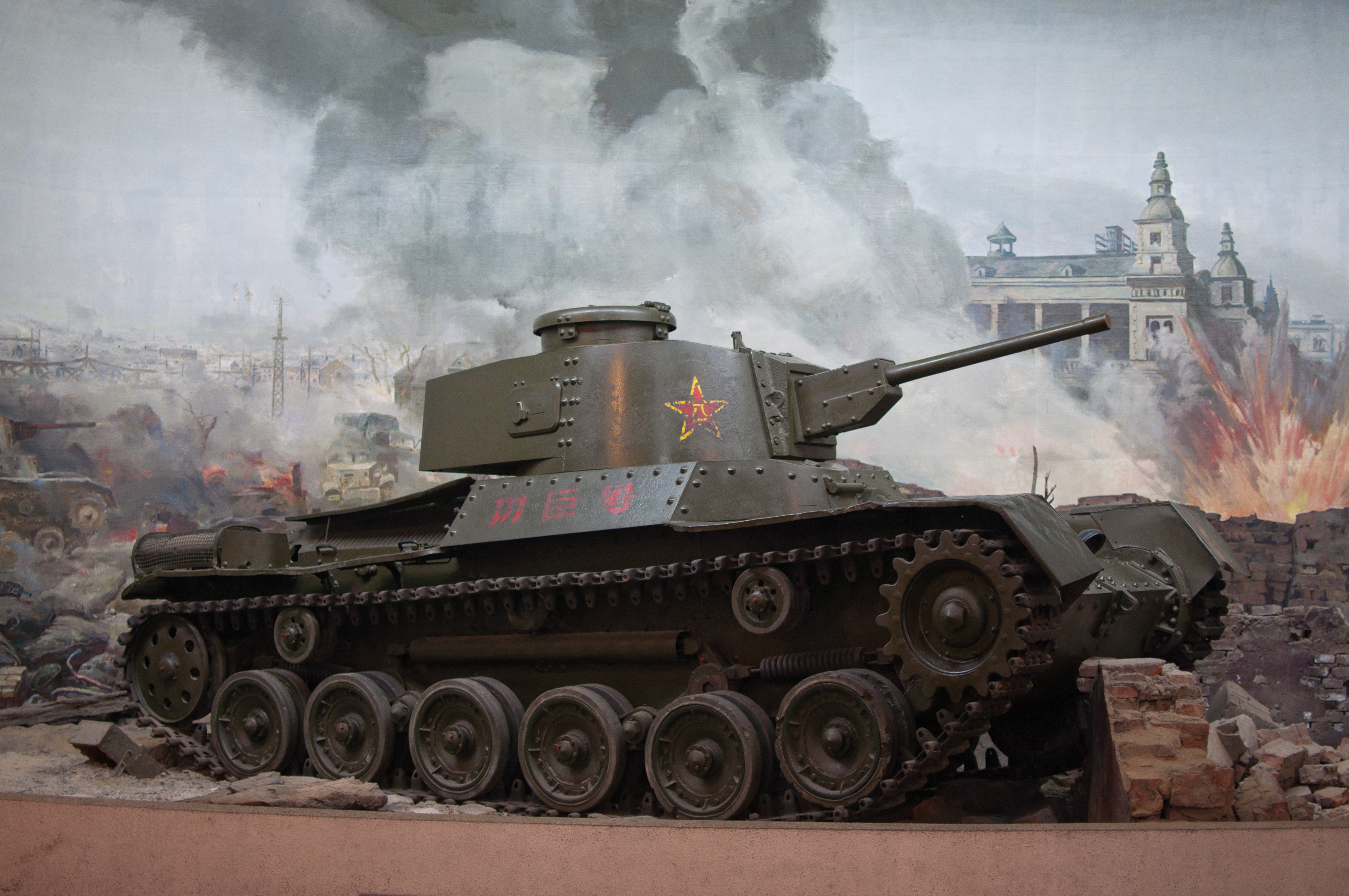
北京の中国人民革命軍事博物館で展示される「功臣号」

大日本帝国
- P-40

ビルマの首都ラングーンの手薄な防空戦力増強のため、1943年2月、陸軍第5飛行師団が隷下の飛行第50戦隊にフィリピン戦線で鹵獲したP-40E 4機を宛がい臨時の防空戦闘隊を編成した。しかし、鹵獲機材のため故障が発生しても予備部品がなく稼動率は低下。更に事故により5月26日を以て解散している。
- M3軽戦車

主力の九五式軽戦車や九七式中戦車より性能が勝っていたため、ビルマ戦線の戦車第14連隊第4中隊がM3で編成、インパール作戦に投入され英印軍のM3中戦車と交戦し、背後より射撃し撃破している。
- M4中戦車

硫黄島の戦いやビルマ戦線において、遺棄されていた車両を鹵獲しそのまま使用。硫黄島の戦いでは外した搭載砲を砲台として自軍の九〇式野砲と併用し、交戦したM4中戦車を擱座炎上させている。ビルマの戦いではメイクテーラ、マンダレー街道の対戦車戦闘後に遺棄されていた車輌を修理し戦闘に投入している。
- ブルーノ ZB26・マウザー C96・マウザー M1924他

第一次世界大戦後に大量に放出された本銃を中国国民党軍は主力装備としたが、満州事変・第一次上海事変・日中戦争では工廠ごと大量に鹵獲接収し運用した。
- トンプソン・サブマシンガン

太平洋の戦いで鹵獲された。日本軍は生産数が少なかった一〇〇式機関短銃よりもこっちをこぞって使った。
 ドイツ国
- B-17

第二次世界大戦ではドイツ空軍は爆撃機は所有していたが、大型4発爆撃機は運用していなかったこともあり、運用された。
- B-24

爆撃機への迎撃の研究や隠密作戦で運用された。
- P-51

C型やB型などの初期型やD型などの後期型などを含め多くが鹵獲された。
- P-38

イタリアが本機を鹵獲していたほか、ドイツ軍も数機を鹵獲している。
- B-25

墜落した機体を復元してテストした。
- IL-4

ドイツ軍が鹵獲し運用した他、フィンランドも鹵獲運用している。
- La-5

東部戦線で多数が鹵獲され、写真が残っている。
- YaK-1

他のソ連軍機とともに鹵獲された。
- MiG-3

独ソ戦初期の電撃戦で多くが鹵獲された。
- Pe-2

少数が鹵獲されており、写真が残っている。
- IL-2

墜落機などが復元されており、写真が残っている。
- MB.152

フランス降伏の際に多数を鹵獲している。
- MS.406

フランス降伏の際に鹵獲。頑丈な構造を買われて運用されている
- BA-64

独ソ戦の各所でまとまった数が鹵獲され改造を受けながら運用された。
- BA-10

ドイツが鹵獲した他フィンランドでも運用されていた。
- KV-2

放棄された車輌を多数鹵獲。キューポラを新たに装備した車輌も存在する。
- スーパーマリン　スピットファイア

ドイツ軍が数機を鹵獲している。
- ブリストル　ブレニム

ドイツ軍が鹵獲。日本軍も太平洋戦線で完全な状態で鹵獲したが使用せず
- ホーカー　ハリケーン

Mk.1数機を鹵獲している。
- ホーカー　タイフーン

鹵獲された本機のMk.1aの写真が残っている
- BT-7

独ソ戦初期に撃破された車両を鹵獲運用している
- AB41

イタリアが連合国と休戦した後に数十輌が接収されて運用された。
- L6/40

イタリア休戦後に接収されて運用された。
- クルセーダー巡航戦車

多数がアフリカ戦線で鹵獲され、イタリアは新型戦車の参考にした。
- ショート　スターリング

4発重爆の不足からテストなどをしていた。
- M8装甲車

主に欧州戦線で運用された。
- M3軽戦車

鹵獲したM3に「PzKpfw　M3　740(a)」と命名し、主に東部戦線や北アフリカ戦線でも運用された。
- P40

イタリア休戦の後、その場でこれらの前に完成した車輛はドイツ国防軍に接収された。約100輌のP40が戦争終結までアンサルド社によって生産されたものの、40両がエンジンの不足のため、完成に至らなかった。60両が「PanzerKampfwagen P40 737(i)」の呼称でドイツ軍に徴用され、アンツィオで戦闘に投入された。またエンジンのない車体40両が、固定砲台としてトーチカなどに使用された。
- M3中戦車

鹵獲したM3に「PzKpfw　M3　747(a)」と命名し、主に東部戦線や北アフリカ戦線でも運用された。
- M4中戦車

鹵獲したM4に「PzKpfw　M4　748(a)」と命名し、北アフリカ戦線や東部戦線で鹵獲したり、欧州戦線ではシャーマン ファイアフライも同じ分類で運用された。
- T-34

鹵獲したT-34に「PzKpfw T-34 747(r)」と命名し、独ソ戦以降から運用された。
- KV-1

鹵獲したKV-1に「Pz.Kpfw.KW-1 753(r)」と命名。また、IV号戦車の砲を搭載する改造を行い「Pz.Kpfw.KW-1 753(r) mit 7.5 Kw.K L/43」と命名された車両もある。
- T-70軽戦車

鹵獲したT-70軽戦車を後方で治安維持任務に投入している。
- M3ハーフトラック

北アフリカ戦線から欧州戦線や東部戦線まで運用された。
- PPSh-41

鹵獲したPPSh-41に「MP717(r)」と命名し、そのまま使用したりMP40の箱形弾倉を使用できるように改造した。
- M1/M1A1トンプソン・サブマシンガン

鹵獲したM1/M1A1トンプソン・サブマシンガンに「MP761(a)」と命名し、そのまま使用した。
- M1カービン

鹵獲したM1カービンに「SIGew455(a)」と命名し、そのまま使用した。
- カルカノM1891

鹵獲したカルカノM1891に「Kar408(i)」と「Gew214(i)」と命名し、そのまま使用した（後者が6.5ミリ）。
- ルベルM1886

鹵獲したルベルM1886に「Gew303(f)」と命名し、そのまま使用した。
- M1ガーランド

鹵獲したM1ガーランドに「SIGew251(a)」と命名し、そのまま使用したり、米兵に扮した特殊部隊で用いられた。
- モシン・ナガン

鹵獲したモシンナガンに「Gew254(r)」と命名し、そのまま使用した。
- 120mm迫撃砲PM-38

鹵獲した120mm迫撃砲PM-38に「GrW378(r)」と命名し、後にはコピー品の12 cm GrW 42を生産している。
 中華人民共和国
- 九七式中戦車

日本の敗戦後に接収して、その中で運用されていた1両が国共内戦で「功臣号」として活躍。
 フランス
- 九五式軽戦車

日本の敗戦後、フランス領インドシナで独立運動勢力の鎮圧に使用。砲塔両側面および戦闘室前面、車体前部に増加装甲を施している。
- V号戦車パンター

戦後に第503戦車連隊にて定数50輌の一個連隊のみで1951年ごろまで現役運用され、1961年ごろまでパリ近郊で予備保管された。
- 零式水上偵察機

日本の敗戦後、フランス領インドシナに戻ったフランス軍で1949年ごろまで現役運用され、インドシナ独立戦争においてベトナムでの連絡や偵察飛行のために使用。
- Z39

ドイツの敗戦後に接収したZ39とその同型艦4隻が戦後アメリカやイギリスに引き渡されるが、後にフランスに譲渡されて、マルセー戦隊にて1957年ごろまで現役運用されて、他の旧ドイツ駆逐艦のための部品取り用にされ、1963年に解体された
 オーストラリア
- M13/40

第二次大戦中、北アフリカ戦線での初戦で降伏したイタリア軍から大量に鹵獲した戦車をオーストラリア軍が転用している。M13/40の他に、M11/39も鹵獲され転用されている。この結果、後のイタリア軍とオーストラリア軍との戦闘の際は、両軍ともに同一の戦車を用いた戦闘を行うことになった。
 ローデシア
- T-55

ローデシア紛争において自前の戦車を保有していなかったローデシア政府軍は、アフリカ人抵抗組織から鹵獲したT-55をそのまま使用していた。
 バングラデシュ
- F-86

第三次印パ戦争後、旧東パキスタン駐留のパキスタン空軍が装備していたF-86をバングラデシュ空軍が再生して運用。しかし、外国の支援が得られずに部品不足に陥った事、MiG-21が供給された事などから数年で退役。
 チャド
- SF-260 COIN機

チャド内戦中、リビア空軍から鹵獲して使用。リビア国内の基地を空爆した事もあった。現在は退役している。
 ベトナム
- M16A1自動小銃

ベトナム戦争に敗北した米軍や南ベトナム軍が使用していた物を回収し、民兵部隊などに供給した。
- M18A1 クレイモア地雷

ベトナム戦争中、ベトコンが南ベトナム軍から横流しされた物を使用。
- M26手榴弾

ベトナム戦争中、ベトコンが鹵獲や横流しで手に入れた物を使用。
- F-5

ベトナム戦争に敗北した南ベトナム軍が使用していた物を接収し、カンボジア侵攻に使用。
- UH-1

南ベトナム軍が使用していた物を接収。2018年現在も少数の機体が現役で配備されている。
- M48パットン

ベトナム戦争に敗北した南ベトナム軍が使用していた物を接収し、カンボジア侵攻や中越戦争に使用。
 イスラエル
- PT-76

エジプト軍のものを鹵獲。イスラエル軍に該当する装備が無かったため、スエズ渡河作戦の際に水陸両用戦車として使用。
 イラン
- ミラージュF1

湾岸戦争末期、イランに逃亡して同国空港に次々に着陸した機体を接収、一部は現在も使用されている。
 イギリス
- アグスタ A109

フォークランド紛争でアルゼンチン陸軍の機体を鹵獲（このほか同軍のCH-47 チヌークなども、ヘリコプターが不足していた事から一時的に使用している）。A109は紛争終結後にイギリス陸軍において特殊作戦向けの機体として使用した。好成績であったことから、同軍は独自に同機を追加購入している。
 ポルトガル
- P-39

第二次大戦中にアゾレス諸島に不時着したアメリカ陸軍航空軍の機体を接収。修繕後にポルトガル空軍で運用した。
 セルビア（ ユーゴスラビア/ ユーゴスラビア）
- ボーイング707

クロアチア独立戦争時に、クロアチア人が武器密輸用にチャーターしたとされる民間のボーイング707をセルビア軍が鹵獲。輸送機が不足していたため、同機を人員輸送機としてボスニア紛争などに使用した。
 クロアチア
- MiG-21

クロアチア独立戦争時、クロアチア人パイロットが旧ユーゴスラビア空軍から脱走する際に使用した機体を、クロアチア空軍が戦闘機として使用。
 ウクライナ
- T-90・BTR-82など

2022年ロシアのウクライナ侵攻の際、ロシア軍は無秩序な撤退の結果、多数の装備品や物資を放棄しており、それらを鹵獲したウクライナ軍がロシア軍への攻撃に使用している。

#### 改造した上で自軍の兵器として使用
ドイツ国
- T-34改造対空戦車
鹵獲したT-34の砲塔を除去したシャーシに2cm Flakvierling38を搭載し、周囲を装甲で囲った現地部隊改修の対空戦車（対空自走砲）（第653重戦車駆逐大隊の大隊本部車両）[15]。
- マルダーI
フランス占領の際に鹵獲したロレーヌ 37L装甲輸送車などに75mm戦車砲を搭載した対戦車自走砲。
- 7.62 cm PaK 36(r)
独ソ戦序盤で鹵獲したF-22 76.2mm野砲に薬室を延長するなどの改修を施した対戦車砲。マルダーIIやマルダーIIIの初期型はこの砲を搭載していた（後の生産型はドイツ製の7.5 cm PaK 40を搭載）。
- 7.5 cm PaK 97/38
ポーランドやフランスを占領した際に鹵獲したM1897 75mm野砲の砲身と駐退復座機を、5 cm PaK 38の砲架と組み合わせた対戦車砲。独ソ戦で上記の7.62cm PaK 36(r)と共に運用された。
- スーパーマリン　スピットファイア
墜落したスピットファイアのエンジンをBf109Fなどで使用されるDB605に換装した機体。空襲で失われた。

 中華人民共和国
- LVT(A)-4 ZiS-2
国共内戦時に国民党軍から鹵獲したLVT(A)-4に、ソ連製のZiS-2対戦車砲を搭載した水陸両用戦車。

 フィンランド
- BT-42
冬戦争の際にソ連から鹵獲したBT-7戦車の車体に、イギリス製のQF 4.5インチ榴弾砲を搭載した突撃砲。

 ソビエト連邦
- SU-76i
ドイツから鹵獲したIII号戦車やIII号突撃砲の車体に、T-34/76やKV-1の主砲であるF-34 76mm戦車砲の改良型を搭載した自走砲。
- ソ連製対人指向性地雷
アメリカ軍から鹵獲したクレイモア地雷をコピーした物。ソ連のアフガニスタン侵攻時に使用された。

 ベトナム
- M18カービン
アメリカ軍や南ベトナム軍から回収したM16A1自動小銃を独自に改修したアサルトカービン。機関部をそのままに銃身を10.5インチのバレルに交換し、ストックを伸縮式に変更している。主に特殊部隊や将校に配備されている。

 イスラエル
- BTR-152 TCM-20
第三次中東戦争でエジプトやシリアから鹵獲したBTR-152に20mm連装高射機関砲を搭載したイスラエルの対空車輌。
- Tiran-4/5/6
イスラエルが第三次中東戦争および第四次中東戦争にて鹵獲したT-54/T-55/T-62に近代化改修を行った戦車。第三次中東戦争が行われた1967年に多数を鹵獲したことからTi-67とも呼ばれる。
- アチザリット
上記のTiran-4/5から砲塔を撤去して改造した重装甲の装甲兵員輸送車。

 イラン
- シームルグ
イランが湾岸戦争勃発時に逃亡してきたイラク空軍の早期警戒機アドナン1を捕獲し、レーダーをイラン製に換装した早期警戒管制機。

タミル・イーラム解放の虎（ スリランカ）
- BMT
反政府勢力であった「タミル・イーラム解放の虎」が、スリランカ軍から鹵獲した63/80式装甲兵員輸送車を改造し、同じく同軍から鹵獲したサラディンの砲塔を搭載した歩兵戦闘車。

 ウクライナ
- T-62改造装甲回収車
ロシアによるウクライナ侵攻の際、ロシア軍から鹵獲したT-62が装甲回収車に改造されているのが確認されている[16]。

#### 兵器開発の参考として使用
大日本帝国
- 四式自動小銃
鹵獲したM1ガーランドを日本海軍がコピーしたもの。
- 連山
防御銃座の配置や設計に関して、鹵獲したB-17の影響が強く出ている。

 ソビエト連邦
- IS-1
鹵獲したティーガーIの戦闘力に衝撃を受け、これに対抗できる重戦車として開発された。
- 爆発反応装甲
1982年のイスラエル軍のレバノン侵攻において、PLOやシリア軍との戦闘で撃破されたイスラエル軍のショットやマガフに装着されていたブレイザー爆発反応装甲のサンプルをシリア経由で入手し、それを参考にコンタークト1（ロシア語版、ウクライナ語版）や発展型のコンタークト5を開発した。
- Su-25
操縦性の問題解決の際、エルロンのタブの改良においてベトナムから提供された旧南ベトナム空軍のセスナA-37Bが参考にされたといわれる[17]。

 ドイツ国
- V号戦車パンター
東部戦線で鹵獲したT-34の高性能に驚愕したドイツ軍が、同車の車体前面の傾斜装甲を取り入れて設計した新型中戦車。
- パンツァーシュレック
北アフリカ戦線で鹵獲したアメリカ軍のM1バズーカをベースに設計された携行対戦車兵器で、ロケット弾はプップヒェン用の88mm ロケット弾の改良型を使用。

 ドイツ帝国
- A7V-U
A7Vの悪路の走破性の悪さを改善するためイギリスの菱形戦車を参考にA7Vの部品を使い開発された。

 アメリカ合衆国
- P-80
通し桁を用いて左右翼を一体製造し、その上に操縦席部分を載せ、機体後部をボルト留めする機体分割法は中島九七式戦闘機以降の日本軍機の標準的技法と同一であり、同時期の他のアメリカ軍機に類例がなく、また、異例の短期間で設計されていることから、詳細なレポートがあった日本軍鹵獲機の構造を模倣した可能性が指摘されている。

#### 調査・研究として使用
大日本帝国
- B-17
防空演習などにより対重爆戦闘の研究が行われ、また、銃後の防空意識高揚を目的に「敵機爆音集」と題したB-17の飛行高度別エンジン音を収録したレコードも製作され、映画『翼の凱歌』には敵機役で出演した。
- P-51
本土防空戦時には特に脅威となるP-51対策として、中国戦線で鹵獲したP-51Cを主に陸軍航空審査部テストパイロットの黒江保彦少佐の操縦により、内地の防空飛行戦隊の三式戦闘機 飛燕などと模擬空戦を行った。
- F6F
鹵獲した1機は戦後進駐してきた米軍が発見した際に、横須賀航空隊で日の丸塗装 ヨ-801という機番が書かれていた。しかし鹵獲したF6Fは実際には飛ばされた記録は無く、唯一参考にしたのは無線機のアース接地の方法だけで、米軍の方式を真似てからは、ノイズの発生が抑えられ、通信感度が良好になった。

 アメリカ合衆国
- 零式艦上戦闘機
アリューシャン列島にてほぼ無傷で鹵獲した零戦（アクタン・ゼロ）を徹底的に調査しキルレシオを向上させた。
- 四式戦闘機 疾風
フィリピンの戦いで鹵獲した飛行第11戦隊の疾風を調査し、性能を計測した。

#### プロパガンダに使用

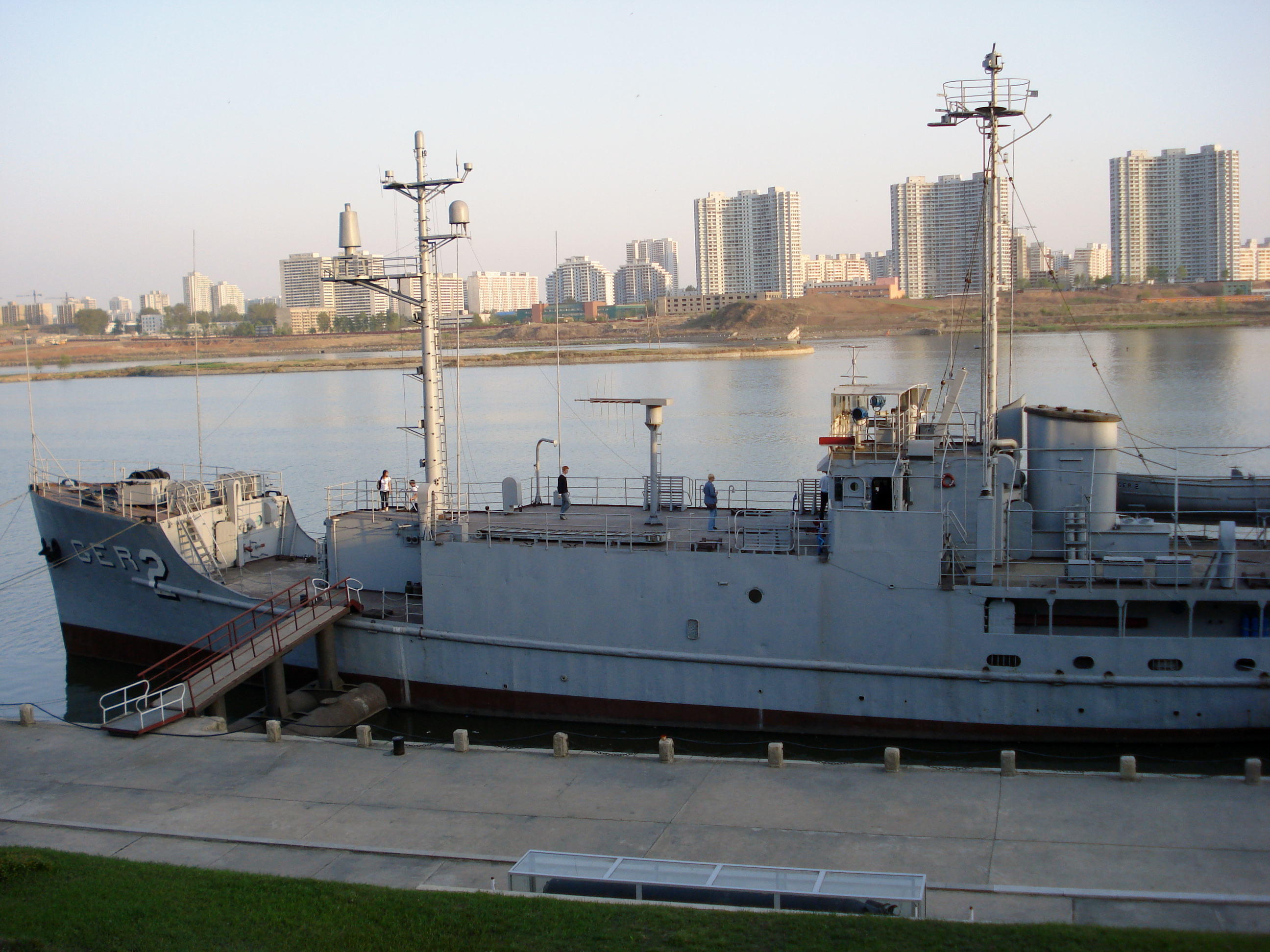
平壌直轄市の大同江河畔に係留された「プエブロ」

大日本帝国
- I号戦車
南京攻略戦で鹵獲した国民革命軍の4両の内、1両を靖国神社で展示した。ただし、ドイツとの国際関係を配慮したため、「ソ連製の軽戦車」として展示された[18]。

 中華人民共和国・ 北朝鮮
- M16対空自走砲・M1911などの国連軍兵装
朝鮮戦争の際に鹵獲した中国人民革命軍事博物館、祖国解放戦争勝利記念館で展示している。

 大韓民国
- T-34・PPSh-41などの朝鮮人民軍・中国人民志願軍の兵装
朝鮮戦争の際に鹵獲した兵器を、ソウルの戦争記念館に展示している。

 アゼルバイジャン
- T-72・D-20 152mm榴弾砲などのアルメニア共和国軍・ナゴルノ・カラバフ国防軍の装備。
2020年ナゴルノ・カラバフ紛争の際に鹵獲した兵器を2020年12月10日に行われた軍事パレードで公開した。
また同パレードで登場した『カラバフはアゼルバイジャン！』と書かれた看板は、アルメニア軍とナゴルノ・カラバフ国防軍から鹵獲した車両のナンバープレートで作成されている。

 ウクライナ
- T-72・2S19ムスタ-S 152mm自走榴弾砲などのロシア連邦軍の装備。
2022年ロシアのウクライナ侵攻の際に破壊されたロシア軍の戦車をキーウの広場で公開した（破壊されたロシアの軍事装備展）。

 ロシア
- M2ブラッドレー・マルダーなどのウクライナ軍の装備。
ウクライナ侵攻の際にウクライナ軍に供与され、ロシア軍が鹵獲した兵器をモスクワの兵器展示会で公開した[19]。

#### その他の利用
大日本帝国

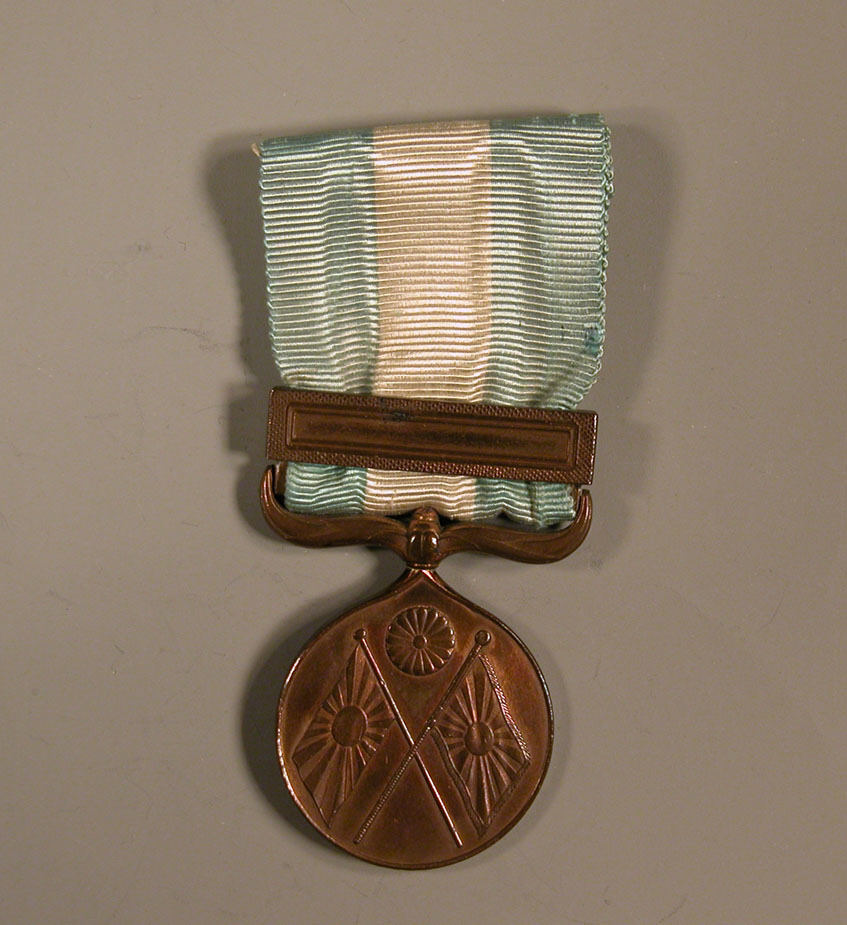
明治二十七八年従軍記章（表面）

- 日清戦争後に従軍者へ授与された明治二十七八年従軍記章は、戦闘時に清軍から鹵獲した大砲の地金を用いて製作された。

 パプアニューギニア
- 同国の反政府勢力・ブーゲンビル革命軍は、太平洋戦争のブーゲンビル島の戦いの際に遺棄された九六式二十五粍機銃やブローニングM1919重機関銃などを自らの手で再生し、同軍の装備としている[20]。

### 鹵獲を目的とした作戦
- ペーパークリップ作戦

## 文書の鹵獲
青島の戦い後、ヴェルサイユ条約第8款（山東）第157条で日本は膠州湾地域内の旧ドイツ官有動産の所有権を取得した。当時の日本では洋書は入手が容易でなく特に高価な品であり、ドイツ軍の兵士・将校用の図書館だった膠州図書館などからの鹵獲書籍は整理され、日本国内の旧制高校や大学などの機関に分配された。
沖縄戦では日本側の記録は爆撃等による焼失や戦場での廃棄などが行われたためほとんど残らず、米軍が残した資料は米国国立公文書館などに保存されているが、わずかに残った日本軍の資料は米軍に鹵獲され1950年代初めに日本側に返還された。